# Missionsforbundets Spejdere
Missionsforbundets Spejdere (MS) är scoutverksamheten inom Missionsforbundets Børn og Unge (MBU) i Danmark. Då förbundet är mycket litet så organiseras det under KFUM-Spejderne i Danmark som i sin tur är med i Fællesrådet for Danmarks Drengespejdere och Världsorganisationen för Scoutrörelsen, World Organization of the Scout Movement (WOSM).